# Detlev Draser
Detlev Draser (* 9. Juni 1926 in Mediasch, Siebenbürgen; † 3. November 2011 in Hannover) war ein deutscher Architekt und Fachbuchautor.

## Leben
Detlev Draser absolvierte eine Pilotenausbildung in Danzig und war im April 1945 neben seinem Landsmann Otto Folberth in einem Stoßtrupp zur (erfolglosen) Abwehr von US-amerikanischen Panzertruppen westlich des Harzes eingesetzt. Nach seiner Rückkehr aus der amerikanischen Kriegsgefangenschaft im Lager USA–PWIB–Fr31G absolvierte er ein Architekturstudium an der Technischen Hochschule München. Mit seiner Frau Sigrid (1933–2021), geb. Pientka, hatte er zwei Kinder, aus erster Ehe mit Ruth Hillebrand (1923–1953) eine Tochter.
1951 kam er nach Hannover, wo er unter anderem bei der Bundesbahndirektion Hannover arbeitete. 1960 wechselte er ins Hochbauamt der Stadt, wo er von 1965 bis zu seinem Ruhestand 1986 die Abteilung Gestaltung und Stationsausbau im U-Bahn-Bauamt leitete. Von den 19 Stationen der hannoverschen U-Bahn wurden 17 von Draser gestaltet und gebaut. Für die Gestaltung griff er dabei Bezüge zu Punkten an der Oberfläche auf.
Gemeinsam mit Hanns Adrian plante Draser mit der Passerelle ein Teilstück der im Zuge des U-Bahn-Baus mitfinanzierten hannoverschen Fußgängerzone.
Mit dem Grafikdesigner Hans Burkardt und Klaus Scheelhase entwarf Draser 1970 das Logo für den Großraum-Verkehr Hannover (GVH). Gemeinsam waren sie auch für die Entwicklung und Realisierung des Informationssystems sowie die Stationsgestaltungen der U-Bahn Hannover verantwortlich.
Neben seiner Tätigkeit als Architekt trat Draser auch als Co-Autor von Fachbüchern und -aufsätzen hervor.

## Veröffentlichungen (Auswahl)
- als Co-Autor von Dieter Eisfeld: Kunst in der Stadt: über den Versuch, Städte durch künstlerische Objekte und Aktionen zu verändern. Stuttgart: Deutsche Verlags-Anstalt, 1975. ISBN 3421024537.
- mit J. Fellmann, W. Hoffmann, U.-D. Kröger, B. Müller, D. Rosenke: Eröffnung der Teilstrecke der Stadtbahnlinie A zwischen Oberricklingen und Hauptbahnhof: eine technische Information; Hrsg. Landeshauptstadt Hannover, U-Bahnbauamt, Hannover, 1975.